# Quyền LGBT ở Tonga
Quyền đồng tính nữ, đồng tính nam, song tính và chuyển giới (tiếng Tonga: ???; tiếng Anh: lesbian, gay, bisexual and transgender) ở Tonga phải đối mặt với những thách thức pháp lý mà những người không phải LGBT không gặp phải. Đồng tính luyến ái là bất hợp pháp trong Tonga, với hình phạt tối đa là 10 năm tù, nhưng luật là không được thi hành.
Xã hội Tongan rất bảo thủ xã hội và có tính tôn giáo cao. Chính phủ Tongan yêu cầu tất cả các tài liệu tham khảo tôn giáo trên phương tiện truyền thông phải tuân theo tín ngưỡng chính thống Kitô giáo. Sự pha trộn của các giá trị bảo thủ và luật pháp thời thuộc địa đã dẫn đến bầu không khí sợ hãi, phân biệt đối xử và chứng đồng tính cho người LGBT. Cùng với Kiribati, Tonga là quốc gia duy nhất Polynesia không ký hoặc bày tỏ sự ủng hộ cho năm 2011 "tuyên bố chung về chấm dứt các hành vi bạo lực và nhân quyền liên quan vi phạm dựa trên xu hướng tính dục và bản dạng giới "tại Liên hợp quốc, nơi lên án bạo lực và phân biệt đối xử đối với người LGBT.
Nhiều người đồng tính nam và đồng tính nữ di cư đến Úc hoặc New Zealand để sống một cuộc sống cởi mở hơn mà họ có thể không được trải nghiệm ở quê hương.

## Bảng tóm tắt
| Hoạt động tình dục đồng giới hợp pháp                                                                                       | (Dành cho nam; không thi hành)/ (Dành cho nữ) |
| Độ tuổi đồng ý | (Dành cho nam; không thi hành)/ (Dành cho nữ) |
| Luật chống phân biệt đối xử chỉ trong việc làm                                                                              | No                                            |
| Luật chống phân biệt đối xử trong việc cung cấp hàng hóa và dịch vụ                                                         | No                                            |
| Luật chống phân biệt đối xử trong tất cả các lĩnh vực khác (Bao gồm phân biệt đối xử gián tiếp, ngôn từ kích động thù địch) | No                                            |
| Hôn nhân đồng giới | No                                            |
| Công nhận các cặp đồng giới                                                                                                 | No                                            |
| Con nuôi của các cặp vợ chồng đồng giới                                                                                     | No                                            |
| Con nuôi chung của các cặp đồng giới                                                                                        | No                                            |
| Người LGBT được phép phục vụ công khai trong quân đội                                                                       | No                                            |
| Quyền thay đổi giới tính hợp pháp                                                                                           | No                                            |
| Truy cập IVF cho đồng tính nữ                                                                                               | No                                            |
| Mang thai hộ thương mại cho các cặp đồng tính nam                                                                           | No                                            |
| NQHN được phép hiến máu | No                                            |